# BSG Einheit Greifswald
Die BSG Einheit Greifswald war in den 1950er und 1960er Jahren eine erfolgreiche Betriebssportgemeinschaft mit mehreren Sportsektionen in Greifswald im Norden der DDR.

## Überblick
Der Name Einheit war eine typische Bezeichnung im DDR-Sport für Betriebssportgemeinschaften der staatlichen Verwaltungen und Einrichtungen. Die Heimstätte von Einheit Greifswald war das Volksstadion in Greifswald, die Vereinsfarben waren Rot-Weiß. 1968 wurden mehrere Sektionen in die neu gegründete BSG Kernkraftwerk Nord Greifswald überführt.
Die erfolgreichste Sektion der BSG waren jedoch die Badmintonspieler, die auch 1968 nach der Ausgliederung des Fußballs bei der BSG Einheit blieb. Das Team erkämpfte von 1972 bis 1990 alle DDR-Mannschaftstitel und unzählige Einzeltitel. Nach der Wende zerfiel die Mannschaft jedoch in diverse Badmintonklubs. Daneben war auch die Fußballsektion zeitweise DDR-weit aktiv.

## Fußball-Geschichte

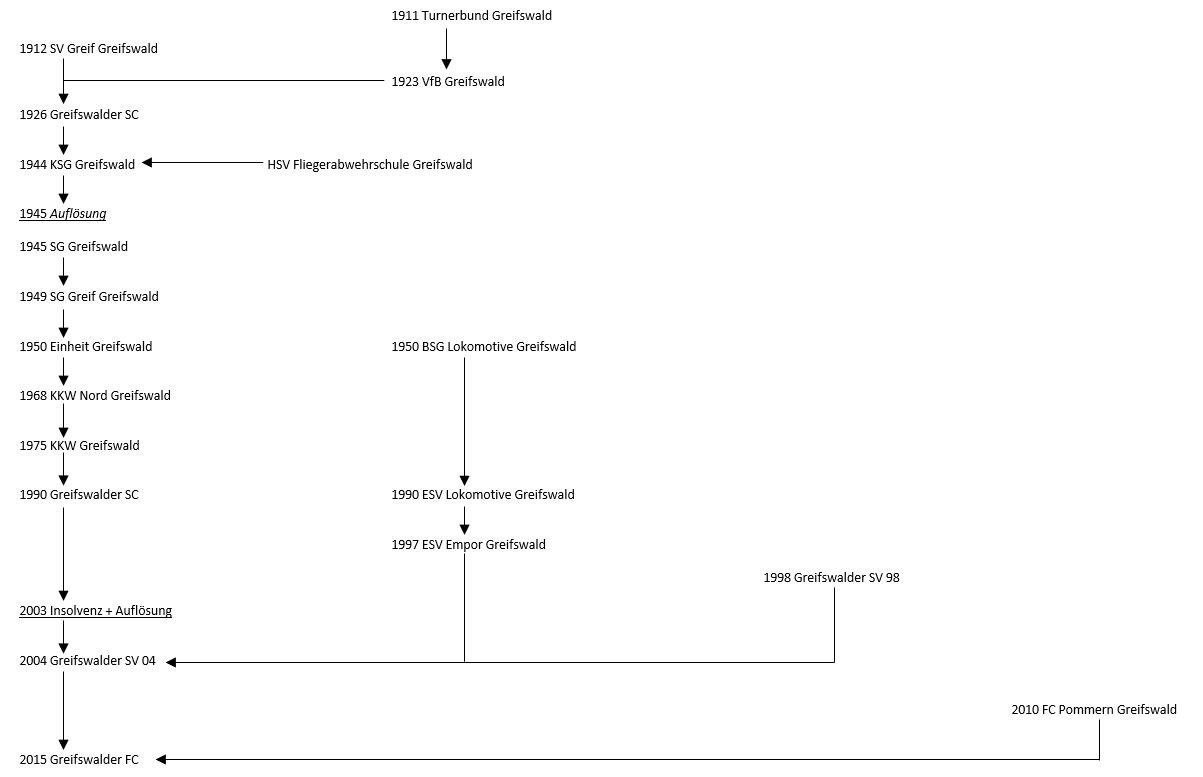
Genese der Greifswalder Fußballvereine von 1911 bis 2015

Nach Beendigung des Zweiten Weltkrieges spielte eine SG Greifswald in der Fußball-Landesklasse Mecklenburg, die sich 1949 den Namenszusatz Greif gab. 1950 wurde die SG in die BSG Einheit Greifswald umgewandelt. Der Grundstein zur zweiten Kraft im Norden der DDR neben Hansa Rostock wurde im Jahre 1952 gelegt. Unter Mithilfe des Fußball-Sektionsleiters Walter Hofmann war eine Mannschaft geformt worden, mit der der Aufstieg in die damals zweitklassige DDR-Liga gelang. Obwohl es zunächst so aussah, als könnte die Klasse nicht gehalten werden, stand Einheit Greifswald am Ende der Saison 1952/53 auf einem nicht erwarteten 6. Platz. Unter Leitung des Spielertrainers „Kieler“ Holze hatte man im November 1952 noch auf dem 16. Rang gestanden.
Im Frühjahr übernahm der aus Mittweida gekommene Trainer Franz Schopp das Training und kümmerte sich neben der Konsolidierung der 1. Mannschaft auch intensiv um den Nachwuchs und schuf damit die Voraussetzung, dass auch in den nächsten Jahren immer wieder begabte junge Spieler nachrücken konnten. Diesem Wirken wurde 1957 durch politische Kräfte ein plötzliches Ende gesetzt, da Schopp nach der Eröffnung einer Greifswalder Gaststätte nicht mehr dem Bild eines sozialistischen Sportleiters entsprach. Auf Geheiß der Greifswalder SED-Kreisleitung wurde er als Trainer entlassen.
Mit Lothar Wießner konnte erneut ein begabter Trainer gewonnen werden. Er führte die Mannschaft 1958 an die Spitze der 2. DDR-Liga. Die Aufstiegsrunde gewann Einheit Greifswald mit 5:3 Punkten. Zum Spiel in der Aufstiegsrunde gegen Motor Süd Brandenburg, das 3:0 gewonnen wurde, kamen am 7. Dezember 1958 11.800 Besucher, die für einen Zuschauerrekord sorgten, der für den Greifswalder Fußball noch heute Bestand hat. Im gleichen Jahr wurde die Jugendmannschaft DDR-Pokalsieger durch einen 3:1-Endspielsieg über Motor Süd Brandenburg. In den folgenden Jahren spielte Einheit Greifswald stets eine gute Rolle in der zweithöchsten Klasse  des DDR-Fußballs (I. DDR-Liga). Zeitweise hatte Greifswald neben Rostock die beste Fußballmannschaft nördlich von Berlin. Die gute Nachwuchsarbeit wurde 1958 mit dem Gewinn des DDR-Pokals durch die 1. Jugendmannschaft belohnt. In den Jahren 1954 und 1960 stieß die 1. Mannschaft im DDR-Pokal (FDGB-Pokal) bis in das Achtelfinale vor.
1961 wurde Trainer Wießner unter heute noch ungeklärten Umständen vom Spielerrat zum Rücktritt gezwungen. Sein Nachfolger wurde Günter Horst, dem es in den folgenden Jahren jedoch nicht gelang, die Qualität der Mannschaft zu steigern. Im Gegenteil begann mit ihm der allmähliche Niedergang. Zwischen 1963 und 1965 verließen 17 Spieler die 1. Mannschaft, darunter tragende Kräfte wie Kapitän Horst Saß, Helmut Hergesell, Kurt Habermann, Hans-Joachim Steinfurth, Ferdinand Brusch und Karl-Heinz Holze, der nach acht Jahren als wertvollster Spieler der Einheit-Mannschaft seine aktive Laufbahn beendete. Dieser Aderlass führte 1966 zum Abstieg aus der I. DDR-Liga.

## Fußball-Statistik
| Saison  | Klasse                    | Platzierung   | Name                        |
| ------- | ------------------------- | ------------- | --------------------------- |
| 1946/47 | Vorpommern-Staffel A      | 1. – Aufstieg | SG Greifswald               |
| 1947/48 | Landesklasse Ost          | 2.            | SG Greifswald               |
| 1948/49 | Landesklasse Ost          | 1. – Aufstieg | SG Greifswald               |
| 1949/50 | Landesklasse Mecklenburg  | 5.            | SV Greif Greifswald         |
| 1950/51 | Landesklasse Mecklenburg  | 5.            | bis 1968 Einheit Greifswald |
| 1951/52 | Landesklasse Mecklenburg  | 1. – Aufstieg |                             |
| 1952/53 | DDR-Liga Staffel II       | 8.            |                             |
| 1953/54 | DDR-Liga Staffel II       | 9.            |                             |
| 1954/55 | DDR-Liga Staffel I        | 8.            |                             |
| 1955    | II. DDR-Liga Staffel Nord | 3.            |                             |
| 1956    | II. DDR-Liga Staffel Nord | 10.           |                             |
| 1957    | II. DDR-Liga Staffel Nord | 7.            |                             |
| 1958    | II. DDR-Liga Staffel 1    | 1. – Aufstieg |                             |
| 1959    | I. DDR-Liga               | 5.            |                             |
| 1960    | I. DDR-Liga               | 9.            |                             |
| 1961/62 | I. DDR-Liga               | 8.            |                             |
| 1962/63 | DDR-Liga Staffel Nord     | 6.            |                             |
| 1963/64 | DDR-Liga Staffel Nord     | 12.           |                             |
| 1964/65 | DDR-Liga Staffel Nord     | 13.           |                             |
| 1965/66 | DDR-Liga Staffel Nord     | 16. – Abstieg |                             |
| 1966/67 | Bezirksliga Rostock       | 3.            |                             |
| 1967/68 | Bezirksliga Rostock       | 1. – Aufstieg |                             |
| 1968/69 | siehe BSG KKW Greifswald  |               |                             |

## Frühere bzw. spätere Oberligaspieler
- Peter Below, ab 1964 SC Neubrandenburg (20 Einsätze), ab 1967 Hansa Rostock (16)
- Kurt Habermann, ab 1963 Empor Rostock (100)
- Lothar Hahn, ab 1969 Hansa Rostock (125)
- Helmut Hergesell, ab 1963 Empor Rostock (200)
- Werner Hofmann, 1953 von Einheit Pankow (37), ab 1955 Rotation Leipzig (13)
- Karl-Heinz Holze, 1956 von Dynamo Berlin (vorher Dynamo Dresden, 85, 1 A-Länderspiel)
- Kurt Lippert, 1958 von Empor Rostock (25)
- Werner Neidhardt, 1963 von Dynamo Dresden (vorher Dynamo Berlin, 12)
- Harald Nitze, ab 1962 Empor Rostock (5)
- Hans-Joachim Steinfurth, ab 1964 SC Neubrandenburg (26), ab 1966 Stahl Eisenhüttenstadt (20)

## Die Fußball-Mannschaften
- 1962/63:

Peter Below – Manfred Dyck, Günter Rosenthal, Ernst Schuldt, Dietrich Grapentin – Helmut Hergesell, Kurt Habermann – Ferdinand Brusch, Hans-Joachim Steinfurth, Dieter Liepar, Karl-Heinz Holze, Dieter Stein, Horst Tolsdorf, Heinrich Weichbrodt; Trainer: Günter Horst
- 1965/66 Abstieg aus Liga Nord:

Kurt Lippert – Manfred Dyck, Kurt Greger, Dietrich Grapentin, Legien – Werner Dengler, Wolfgang Schröder, Horst Saß – Reinhard Wegner, Dieter Stein, Ernst Schuldt, Werner Neidhardt, Günter Hübner, Walter Dubbert, Günter Engel; Trainer: Günter Horst
- 1967/68 Aufstieg in die 1. Liga:

Siegfried Höft, Kurt Lippert – Kurt Greger, Dietrich Grapentin, Ernst Schuldt, Wolfgang Feske, Wolfgang Schröder – Gerd Bekendorf – Günter Czichowski, Horst Tolsdorf, Erwin Dettmann, Hartmut Legien, Lothar Hahn, Gerd Gräfe; Trainer: Horst Saß

## Namentlicher Werdegang bis 1990
- Greifswalder SC 1926–1939
- Einheit Greifswald 1946–1968
- BSG KKW Greifswald 1968–1990